# Checa (Quito)
Checa ist ein östlicher Vorort der ecuadorianischen Hauptstadt Quito und eine Parroquia rural („ländliches Kirchspiel“) im Kanton Quito der Provinz Pichincha. Die Parroquia Checa gehört zur Verwaltungszone Tumbaco. Das Verwaltungsgebiet besitzt eine Fläche von 89,56 km². Die Einwohnerzahl betrug im Jahr 2010 8980.  

## Lage
Die Parroquia Checa liegt in den Anden an der östlichen Peripherie des Ballungsraumes von Quito. Im Südosten der Parroquia erhebt sich der 4453 m hohe Berg Cerro Puntas. Der 2560 m hoch gelegene Hauptort Checa befindet sich 24 km ostnordöstlich vom Stadtzentrum von Quito an der Fernstraße E35 (Latacunga–Ibarra), welche östlich an Quito vorbei führt.
Die Parroquia Checa grenzt im äußersten Nordosten an die Provinz Napo mit der Parroquia Oyacachi im Kanton El Chaco, im östlichen Süden an die Parroquia Pifo, im Süden und im Westen an die Parroquia Yaruquí sowie im Norden und im Nordosten an die Parroquia El Quinche.

## Geschichte
Die Parroquia wurde am 24. Mai 1913 gegründet. Namensgeber war Col. Feliciano Checa, ein Held im Unabhängigkeitskrieg Ecuadors.